# Nizar Qabbani
Nizar Tawfiq Qabbani (Arabă:نزار توفيق قباني, transliterare Nizār Tawfīq Qabbānī), (n. 21 martie 1923 – m. 30 aprilie 1998), a fost un poet, publicist și diplomat sirian. Lirica sa abordează temele dragostei, erotismului, feminismului, religiei și naționalismului arab. Este unul dintre cei mai faimoși poeți arabi contemporani.

## Biografia
Nizar Qabbani s-a născut în capitala Siriei, Damasc, a urmat cursurile Colegiului Științific apoi Facultatea de Drept a Universității din Damasc. După absolvirea facultății, a lucrat în cadrul Ministerului de Externe sirian: a fost consul și atașat cultural în diferite capitale ale lumii printre care Beirut, Cairo, Istanbul, Madrid și Londra. Odată cu înființarea Republicii Arabe Unite în 1959,  Qabbani a fost numit vice-secretar al ambasadei acesteia în China. A continuat să lucreze în diplomație până în 1966, când a demisionat pentru a se consacra exclusiv scrisului.
În urma unui atac de cord, survenit după o îndelungă suferință, a murit pe data de 30 aprilie 1998, la Londra (unde se stabilise din 1983).

## Opera
A început să scrie poezii încă de când era elev. Primul său volum (publicat în 1944), intitulat Bruneta mi-a spus (قالت لي السمراء), este  o colecție de versuri romantice, care, prin descrierea de trupuri feminine au atras atenția societății conservatoare a Damascului. 

Volumul care l-a făcut celebru în lumea arabă este intitulat Copilăria unui sân (طفولة نهد) și a fost publicat în 1948. Acest volum este apreciat de critici ca un pas important în renunțarea la stilul conservator al poeziei arabe. 

Este autorul a 35 de volume de poezii, precum și al unor lucrări în proză.

### Principalele volume
- Bruneta mi-a spus, 1944 (قالت لي السمراء)
- Copilăria unui sân, 1948 (طفولة نهد)
- Iubita mea, 1961 (حبيبتي)
- Desenând cu vorbe, 1966 (الرسم بالكلمات)
- O sută de scrisori de dragoste, 1970 (100 رسالة حب)
- Iubirea, sexul și revoluția, 1971 (الحب والجنس والثورة)
- Povestea mea alături de poezie, 1973 (قصتي مع الشعر)
- Dicționarul îndrăgostiților, 1981 (قاموس العاشقين)
- Cincizeci de ani de elogiere a femeilor, 1994 (خمسون عاما في مديح النساء)

Principala temă a operei sale este femeia: iubirea neîmplinită, trădarea, condiția femeii în lumea arabă. Multe dintre versurile sale exprimă aceste sentimente și dileme chiar din punctul de vedere al unei femei. Sub acest aspect al creației sale, Nizar Qabbani a fost influențat de un moment tragic din familie: moartea surorii sale care și-a pus capăt vieții deoarece nu îi fusese permis să se căsătorească cu bărbatul pe care îl iubea.

Poeziile sale politice, în special cele scrise în urma Războiului de șase zile au un pronunțat caracter naționalist. Poeme antitotalitare (critice la adresa regimurilor din unele țări arabe) și militante (de susținere a cauzei arabe și palestiniene) precum Pâinea, hașișul și luna  sau Când vor anunța moartea arabilor?  au provocat dispute aprinse și nemulțumiri în lumea arabă.
Nizar Qabbani a colaborat de asemenea la ziarul de limbă arabă cu sediul la Londra, Al-Hayat.
Poeziile sale au foat traduse în numeroase limbi, înclusiv în română.

### Traduceri în limba română
- Femeie de fum. Din Cartea iubirii, traducere de Ilie Bădicuț, Luceafărul, 25(1982), nr.22, p. 11.
- Mîna, traducere de Ilie Bădicuț, Luceafărul, 22(1979), nr.33, p. 8.
- Poezii, traducere și prezentare de George Grigore, Literatorul, 1995, Sept. 29 - Oct. 6, 1995, nr.38, p. 16.
- Poștașul, traducere de Yves Goldenberg, Luceafărul, 17(1974), nr.8, p. 9.
- Poezii, traducere de Mihai Pătru, Axioma, Ploiești, dec. 2000, nr.9.

### Versurile sale și muzica
Multe dintre poeziile sale au devenit cunoscute în întreaga lume arabă după ce au fost adaptate ca texte ale unor cântece interpretate de muzicieni renumiți în Orientul Mijlociu ca Abdel Halim Hafez, Fairuz, Majida El Roumi, Asalah, Kazem al-Saher și Latifa.